# Anguilla marmorata
Anguilla marmorata is een straalvinnige vissensoort uit de familie van echte palingen (Anguillidae). De wetenschappelijke naam van de soort is voor het eerst geldig gepubliceerd in 1824 door Jean René Constant Quoy en Paul Gaimard. De soort werd ontdekt bij het eiland Waigeo (Vaigiou in het Frans) op de expeditie van de Franse korvetten l'Uranie en la Physicienne van 1817-1820.
De soort komt voor in de Stille en Indische Oceaan van Mozambique tot Frans-Polynesië en het zuiden van Japan. Ze wordt commercieel gevist en gekweekt.